# 내 이름은 빨강
《내 이름은 빨강》(튀르키예어: Benim Adım Kırmızı)은 오르한 파무크의 1998년 소설이다. 2001년에 Erdağ Göknar에 의해 영어로 번역되었다.
출판 이후 60개 이상의 언어로 번역되었다.